# سباستيان كورونا
سباستيان كورونا (بالإسبانية: Sebastián Corona) هو لاعب كرة قدم إسباني، ولد في 8 يوليو 1976 في لورة في إسبانيا. لعب مع ريال مورسيا ونادي ألباسيتي ونادي إشبيلية ونادي تينيريفي ونادي غرناطة ونادي ليغانيس ونادي هويسكا.

## وصلات خارجية
- سباستيان كورونا على موقع قاعدة بيانات كرة القدم.إي يو (الإنجليزية)
- سباستيان كورونا على موقع Soccerway.com (الإنجليزية)